# ماريا غيرا
ماريا غيرا (بالإيطالية: Maria Cecilia Guerra)‏ (و. 1957  م) هي سياسية، واقتصادية إيطالية، ولدت في نوناتولا، هي عضوةٌ في الحزب الديمقراطي.

## مناصب
تولت منصب عضو مجلس الشيوخ الإيطالي (4 مارس 2013–22 مارس 2018)
.